# Schilleder Torte
Schilleder Torte (česky dort Schillederové) je kruhový vícevrstvý dort, jehož základem je osm vrstvených tenkých placek z piškotového těsta, které jsou spojeny smetanou. Obvod a vršek dortu je opatřen čokoládovou polevou. Přesná receptura je tajná. Dort je spojen s městem Pasov, pro který má podobný význam jako Sachrův dort pro Vídeň nebo Dort prince regenta pro Mnichov.
Není to zcela jisté, ale recept na dort měla Martha Schillederová, po které je dort pojmenován, získat od židovské rodiny, která během válečných let projížděla Pasovem. Dort pak ve 30. letech 20. století začala péct v pasovské restauraci Ratskeller, kde byla v učení. Později pracovala v hostinci Hofwirt v městské části Pasov–Hals a rovněž zde hostům tento dort servírovala. Proto bývá někdy označován také jako Halser torte, tedy Halský dort. Dort se stal ale známým především díky dceři paní Schillederové, která se rovněž jmenovala Martha.